# Anni 190 a.C.
Gli anni 190 a.C. sono il decennio che comprende gli anni dal 199 a.C. al 190 a.C. inclusi.

## Nati
- Zhang Qian, esploratore e diplomatico cinese († 114 a.C.)190 a.C.
- Ipparco di Nicea, astronomo e geografo greco antico († 120 a.C.)
- Servio Sulpicio Galba, politico e militare romano († 135 a.C.)

## Morti
- Pelope, sovrano spartano198 a.C.
- Gaio Sulpicio Galba, nobile romano
- Giuseppe, nobile ebreo antico197 a.C.
- Attalo I, sovrano (n. 269 a.C.)196 a.C.
- Marco Cornelio Cetego, romano
- Marco Giunio Silano, politico e militare romano195 a.C.
- 1º giugno - Gao Zu, imperatore cinese (n. 256 a.C.)193 a.C.
- Antioco, principe (n. 220 a.C.)192 a.C.
- Alessameno, militare greco antico
- Nabide, re spartano191 a.C.
- Arsace II, sovrano
- Damocrito, militare greco antico190 a.C.
- Apollonio di Perga, matematico e astronomo greco antico (n. 262 a.C.)
- Quinto Fabio Pittore, politico e storico romano